# Reino da França (1791–1792)
O Reino da França (em francês:  Royaume de France) foi uma monarquia constitucional de curta duração que governou a França de 3 de setembro de 1791 a 21 de setembro de 1792. Luís XVI (anteriormente "Rei da França") governou como "Rei dos Franceses", da criação do estado até o seu a sua dissolução. O Reino dos Franceses foi a primeira monarquia constitucional francesa. Antes disso, a França era uma monarquia absolutista. A Assembleia Legislativa suspendeu a monarquia em 11 de Agosto, um dia após a Invasão ao Palácio das Tulherias. A Assembleia Legislativa colocou a monarquia nas mãos da Assembleia Nacional Constituinte (eleito por sufrágio masculino). A nova Assembleia Nacional Constituinte eleita aboliu a monarquia em 21 de Setembro de 1792, acabando com os 203 anos de poder dos Bourbon na França e com os 948 anos de existência do Reino da França.
Esse período, também chamado de "Monarquia Constitucional", é considerado pela historiografia como a primeira fase da Revolução Francesa.